# Wilanowo (województwo podlaskie)
Wilanowo – wieś w Polsce położona w województwie podlaskim, w powiecie siemiatyckim, w gminie Mielnik.
W latach 1975–1998 miejscowość należała administracyjnie do województwa białostockiego.
Prawosławni mieszkańcy wsi należą do Świętych Kosmy i Damiana w Telatyczach
, a wierni kościoła rzymskokatolickiego parafii Podwyższenia Krzyża Świętego w Tokarach.